# Rysa Zaruskiego

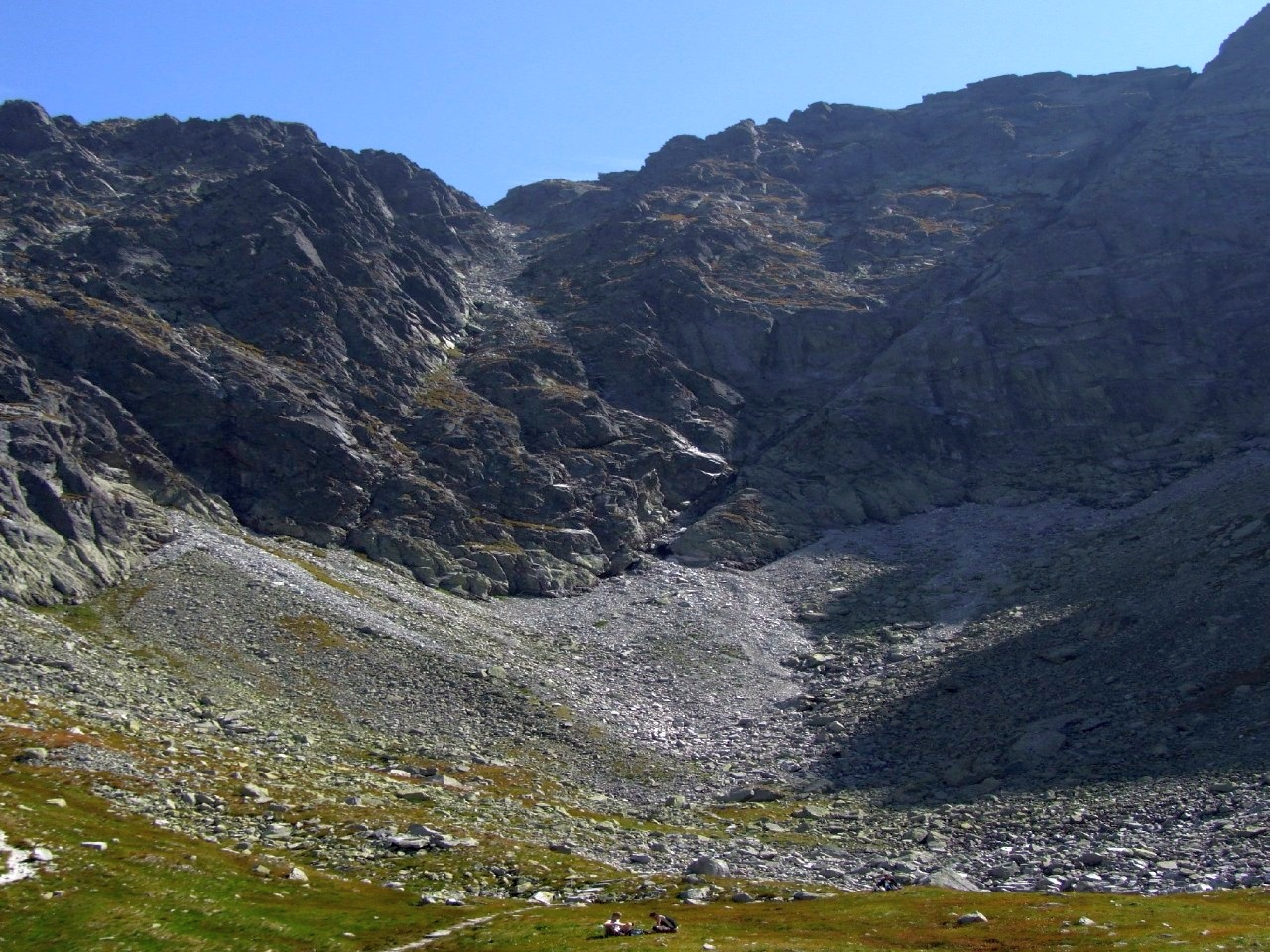
Rysa Zaruskiego, widok z Dolinki Koziej

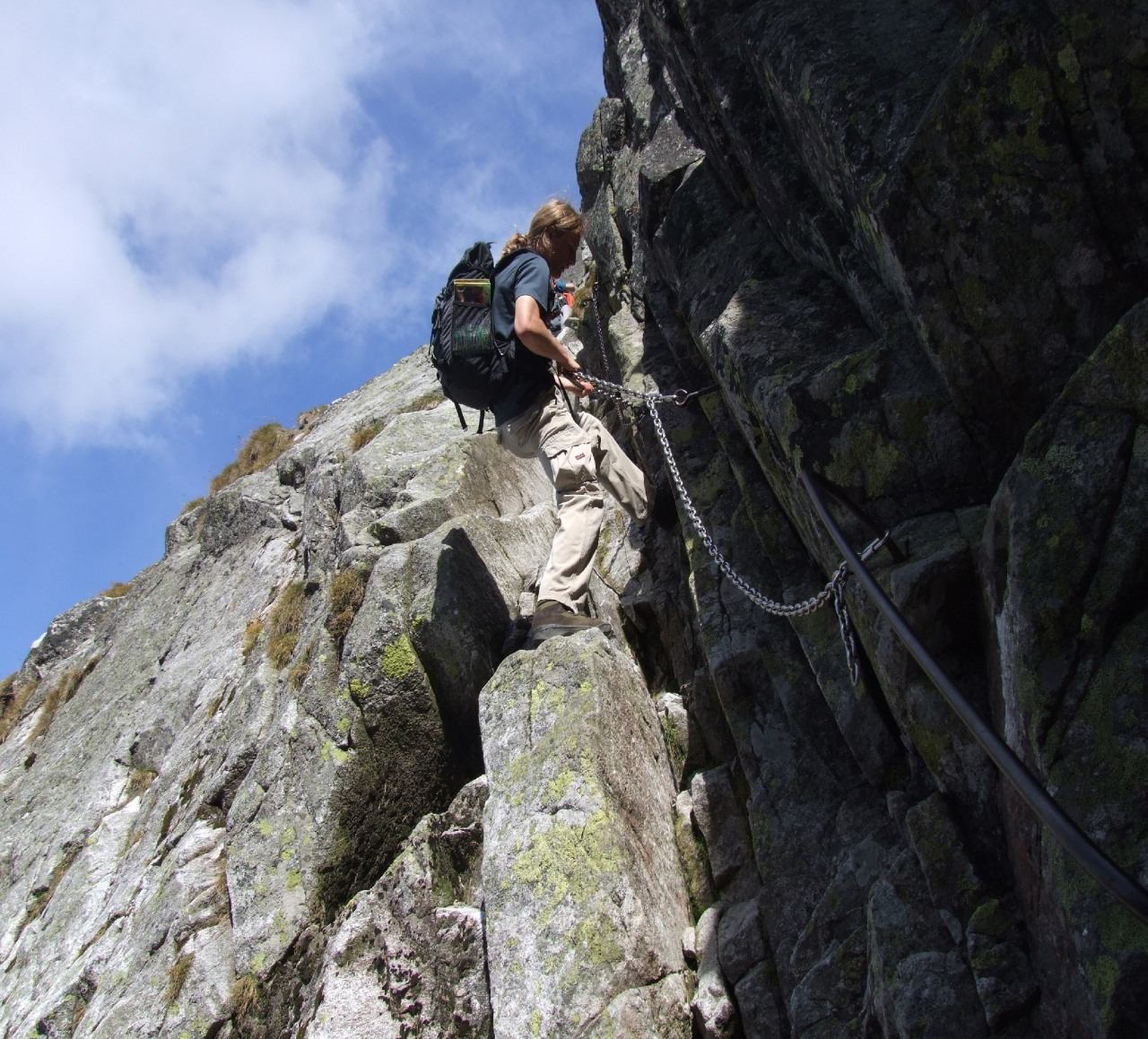
Przejście kominem do Żlebu Kulczyńskiego

Rysa Zaruskiego – potężna, schodząca do Dolinki Koziej skośna rysa w północnych ścianach masywu Koziego Wierchu. Nazwa wzięła się od nazwiska generała Mariusza Zaruskiego, który jako pierwszy miał wejść nią na Kozi Mur przed 1915 r.. Czarny szlak turystyczny z Dolinki Koziej na Orlą Perć dochodzi do podstawy tej rysy. Śnieg zalega tutaj bardzo długo, często jeszcze w lipcu. Dalej Rysą Zaruskiego po skałach podchodzi się pod pionowy, ubezpieczony łańcuchami komin, później pod stromą i również ubezpieczoną łańcuchami rynnę, którą wchodzi się w Żleb Kulczyńskiego już ponad jego stromym progiem.
Odcinek ten jest najtrudniejszy na całym czarnym szlaku z dna Dolinki Koziej do połączenia z czerwonym szlakiem Orlej Perci. Do 2007 zdarzyło się na tym szlaku 6 wypadków, w tym 1 śmiertelny. Po skałach często płynie niewielka struga wody (po deszczach znacznie powiększa się), przez co skały są śliskie. Miejscami występuje spora ekspozycja, a wspięcie się stromym kominem wymaga pewnej sprawności fizycznej.

## Szlaki turystyczne
– szlak czarny z Dolinki Koziej, odgałęziający się od zielonego szlaku na Zadnią Sieczkową Przełączkę ok. 20 min ponad Zmarzłym Stawem i prowadzący do Orlej Perci w rejonie Przełączki nad Buczynową Dolinką. Czas przejścia: 1 h, ↓ 50 min